# Samostan sv. Kuzme in Damjana
Koordinati:   43°55′33″N, 15°24′18″E
Benedektinski samostan sv. Kuzme in Damjana stoji na griču Ćokovac nad Tkonom na otoku Pašmanu.
Prvo cerkvico, odnosno manjši samostan, je na Ćokovcu je postavil biograjski škof Teodorik leta 1059 na temeljih bizantinske utrdbe. Po večkratnih beneških napadih v 12. stol. in posledično uničenju Biograda n/m, so pribegli benediktinci 1358 obnovili prvotni samostan. Cerkev so prezidali v gotskem slogu. Krasi jo gotski križ iz začetka 15. stoletja. Po obnovi 1358 je postal samostan središče glagolijaštva v  Dalmaciji. Leta 1808 so samostan ukinili, ponovno pa je zaživel leta 1965. Danes je Ćokovac edini še aktivni benediktinski samostan na Hrvaškem.
Ime Ćokovac prihaja iz besede ćok, ki je v lokalnem narečju ime za  kosa.